# Ондр
Ондр (фр. Ondres) — коммуна на юго-западе Франции в департаменте Ланды (регион Аквитания). Курортный городок, входящий в число курортов французского Серебряного берега.

## География
Этот небольшой курорт, находящийся на атлантическом побережье Франции насчитывает примерно 4500 жителей. Подобно другим прибрежным городам Ландов, территория Ондра разделена на две части — административный и торговый центр коммуны (Bourg), расположенный на автотрассе RD810, и курортная часть (Plage), расположенная на берегу Атлантического океана.
Ведущий к пляжу проспект длиной 3 километра, окаймлён летними жилищами (кемпинги, жилые комплексы, меблированные комнаты…), небольшими земельными участками и сосновыми рощами.

## История
До того как в Ондре стал развиваться туризм, это было небольшое сельское поселение. Его жители зарабатывали на жизнь благодаря соснам (деревообработка и добыча древесной смолы) и сосновым шишкам.
В годы Второй мировой войны лагеря в лесу, в непосредственной близости от океана, служили базой отдыха для офицеров перед их отправкой на Восточный фронт.

## Экономика
В настоящее время экономика коммуны ориентирована главным образом на туризм. Туристический сезон здесь длится примерно от Пасхи до Дня всех святых, но пик наплыва туристов приходится на август. В этот период численность населения коммуны возрастает примерно в три раза.

## Достопримечательности
- Шато де Ла-Рок, возвышающееся над прудом Гарро; замок построил в 1130 году граф де Комменж.
- Церковь Сен-Пьер д’Ондре
- Государственная школа, построенная из камня прежней церкви Ондра
- Пруд Гарро и три других водоёма